# Ракитіє (притока Яловчанки)
Ракитіє  (словац. Rakytie) — річка в Словаччині, ліва притока Яловчанки, протікає в окрузі Ліптовський Мікулаш.
Довжина приблизно 5,5 км. Витік лежить у масиві Західні Татри (геоморфологічна підодиниця Ліптовські Татри; схил гори Разтоки); на висоті близько 1730—1740 метрів. Протікає територією села Яловець..
Впадає в Яловчанку на висоті приблизно 715 метрів.